# Troppo facile amarti in vacanza
Troppo facile amarti in vacanza è un romanzo grafico di Giacomo Bevilacqua pubblicato nel 2021 da BAO Publishing.

## Trama
(Giacomo Bevilacqua, Troppo facile amarti in vacanza)
La storia vede la giovane protagonista, Linda, attraversare a piedi l'Italia da Roma fino ai confini settentrionali del Paese. La protagonista affronta quel dilemma che attanaglia quotidianamente i giovani, ossia decidere se restare o abbandonare il proprio Paese; Linda decide di partire dovendo affrontare, lungo il viaggio, personaggi caricaturali che rappresentano le storture socio-politiche dell'Italia contemporanea, che l'attualità e la cronaca ci propongono continuamente, percorrendo un Paese abbandonato sé stesso che ha perso il suo tratto distintivo di comunità e solidarietà.
Durante il cammino, insieme al suo cane bianco Follia, Linda attraversa paesaggi desolati invasi dall'acqua e dalla vegetazione, e vive situazioni distopiche in paesi popolati da gente spaventata e bigotta. Al termine della storia la ragazza incontra Aman, proveniente da un passato di difficile integrazione e decide di interrompere il cammino per una "vacanza" per scoprire se si possa rimanere per tentare di recuperare la dignità del Paese.

## Stile
Troppo facile amarti in vacanza rappresenta l'ideale prosieguo stilistico della precedente opera dell'Autore, Il suono del mondo a memoria, riproponendo per la maggior parte vignette composte solamente da disegni, prive anche di didascalie, in cui primi piani e campi lunghi costituiscono lo scheletro narrativo della storia. La scelta dell'autore di privilegiare il disegno al testo è dettata dalla sua volontà di trasmettere al lettore il senso di solitudine «in un libro in cui tu leggi quello che Linda vuole che tu legga».
Ogni capitolo racconta uno dei vizi capitali che affliggono l'Italia e si sviluppa secondo una sequenza ripetitiva, simile a un videogioco, che si conclude in una boss fight. L'ispirazione videoludica si percepisce dagli scenari che per atmosfere e colori ricordano i videogiochi Shadow of the Colossus, The Last of Us e The Legend of Zelda: Breath of the Wild.
I vari capitoli del romanzo sono introdotti di titoli di canzoni che costituiscono l'ideale colonna sonora dell'opera:
- The Sound, I Can't Escape Myself;
- The Southland, Shadow;
- Dieciunitàsonanti, Alice;
- Le luci della centrale elettrica, Cara catastrofe;
- Soap&Skin, Safe with me;
- Wrongonyou, Killer;
- La Rappresentante di Lista, Resistere.

## Edizioni
- Giacomo Bevilacqua, Troppo facile amarti in vacanza, 1ª ed., Milano, Bao Publishing, 2021, ISBN 9788832735796.